# Van Helsdingen

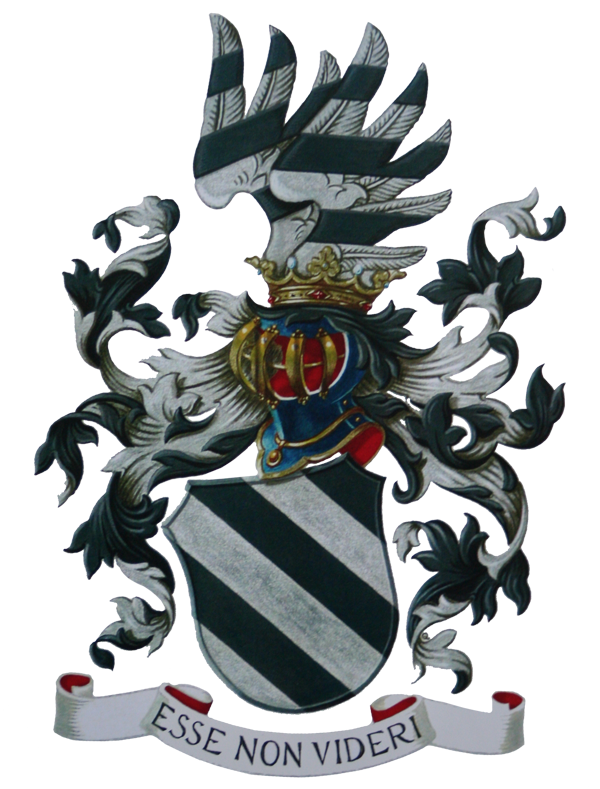
Familiewapen van het geslacht Van Helsdingen.

Van Helsdingen (ook: Van Beuningen van Helsdingen) is een Nederlands geslacht.

## Geschiedenis
De oudst bekende voorvader is Anthonij (Tonis, Thonis) (van Helsdingen) over wie niet meer bekend is dan dat hij drie zonen had die de stamvaders zijn van de drie onderscheiden takken. Tak A begint met Tonis Tonisz die olieslager werd in Brielle, trouwde in 1632 en in 1639 en welke tak in 1721 uitstierf. Tak B begint met Gerrit Anthonisz van Helsdingen die herbergier en burger te Utrecht werd; hij trouwde in 1637 en zijn tak stierf in 1796 uit. Tak C begint met Jacob Anthonisz van Helsdingen die in 1610 in Vianen werd geboren en meester-zadelmaker en korporaal van de burgerwacht te Amsterdam werd; dit jaartal is tevens het oudst bekende inzake het geslacht. Vier van zijn zonen traden in dienst van de Vereenigde Oostindische Compagnie, en twee kleinzonen bekleedden bestuursfuncties, waaronder het burgemeesterschap van Brielle. Alleen tak C is nog bloeiend en het meest uitgebreid.
Jacob van Helsdingen (1736-1812), makelaar te Amsterdam, trouwde in 1766 met Maria Susanna Homoet (1739-1793), dochter van Maria Lucretia van Beuningen. Een zoon van hen, ds. Isaac Arnold (1769-1829) droeg de naam Van Beuningen van Helsdingen en werd de stamvader van de tak met die dubbele geslachtsnaam. Twee broers, Reinier (1855-1927) en Leonard (1862-1937) deden beiden genealogisch onderzoek of lieten dat verrichten, dit mede met het oog op een inlijving in de Nederlandse adel op basis van een adelsdiploma dat in 1713 door keizer Karel VI aan hun voorouder Jan van Beuningen was verleend. Bij de secretaris van de Hoge Raad van Adel werd geïnformeerd welke procedure gevolgd zou moeten worden. In het familiearchief bevindt zich een afschrift van het Weense adelsdiploma; in het archief van de Hoge Raad van Adel bevindt zich geen dossier inzake de familie Van Beuningen van Helsdingen.
Het wapen Van Helsdingen is geüsurpeerd van een niet-verwante Utrechtse regentenfamilie met die naam.
Het geslacht Van Helsdingen werd opgenomen in het Nederland's Patriciaat, in 1948 en laatstelijk in 2006.

## Enkele telgen
- Beata van Helsdingen-Schoevers (1886-1920), schrijfster.
- Mr. Willem Henri van Helsdingen (1888-1985), indoloog, jurist, voorzitter van de Volksraad van Nederlands-Indië en burgemeester van Soerabaja, publicist.
- Jacob Pieter van Helsdingen (1907-1942), kapitein-vlieger-waarnemer der Militaire Luchtvaart.

Geslachten die opgenomen zijn in het sinds 1910 verschijnende genealogische naslagwerk Nederland's Patriciaat. Lijst volgens opgave van het CBG Centrum voor familiegeschiedenis.
A · B · C · D · E · F · G · H · I · J · K · L · M · N · O · P · Q · R · S · T · U · V · W · Y · Z